# Sierra de San Bernardino
La sierra de San Bernardino (Huwaaly Kwasakyav en lengua mojave) es una sierra transversa en dirección norte a este en el condado de San Bernardino, en el estado de California, Estados Unidos.
La sierra se prolonga a lo largo de unos 100 kilómetros de este a oeste, en la punta sur del desierto de Mojave, al suroeste del condado de San Bernardino y al norte de la ciudad de San Bernardino. 
La sierra está separada de la sierra de San Gabriel al occidente por el puerto del Cajón y de la sierra de San Jacinto al sur y sureste por el puerto de Banning. La sierra está  limitada al sur por la falla de San Andrés.

## Historia
Los exploradores españoles encontraron por primera vez los San Bernardinos a finales de 1700, nombrando con el mismo nombre el valle de San Bernardino en su base. 
La colonización europea de la región progresó lentamente hasta 1860, cuando las montañas se convirtieron en el foco de la fiebre del oro más grande alguna vez se produjo en el sur de California. 
Las olas de colonos atraídos por la fiebre del oro de las tierras bajas pobladas de todo el San Bernardinos, y a finales del siglo XIX comenzaron a aprovechar a gran escala los ricos recursos de la madera y el agua de las montañas.
El desarrollo recreativo de la sierra se inició en el año 1900, cuando fueron construidas las estaciones de montaña para esquí, alrededor de los nuevos embalses de riego. Desde entonces, en las montañas han sido diseñados ampliamente instalaciones para fines de transporte y de suministro de agua.
Cuatro de las principales carreteras carreteras estatales y el Acueducto de California atraviesan las montañas actualmente; estos desarrollos tienen todos unos impactos significativos en el área de la vida silvestre y las comunidades de plantas.

## Geología

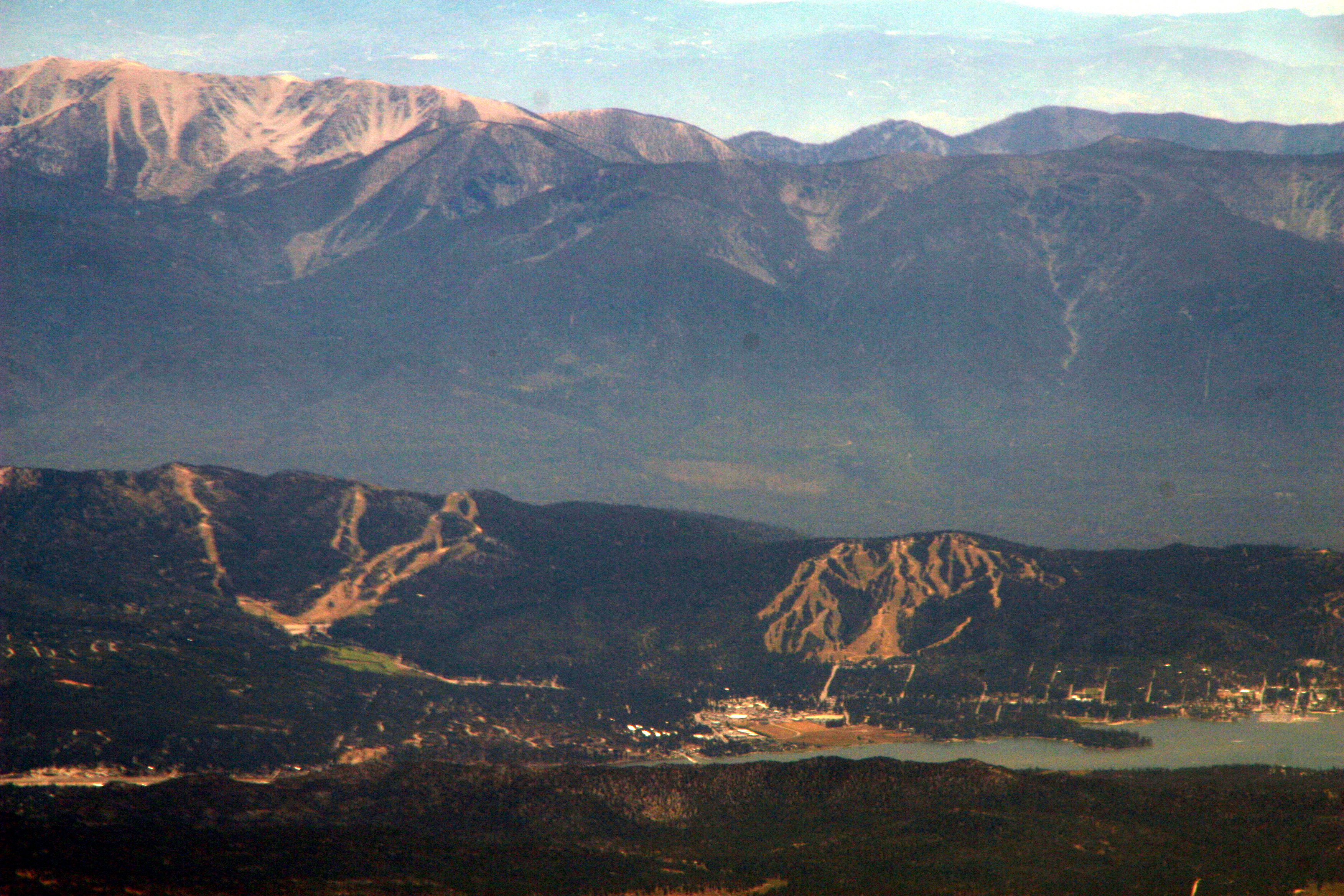
La cordillera mirando hacia el sur desde Big Bear Valley.

Las montañas se formaron hace unos once millones años por la actividad tectónica a lo largo de la falla de San Andrés, y siguen aumentando de forma activa. 
Muchos de los ríos locales se originan en la sierra, que recibe significativamente más precipitaciones que el desierto circundante. 
El ambiente único y variable de la sierra le permite mantener algunos enclaves de los de mayor biodiversidad en el estado.
Desde hace más de 10 000 años, los San Bernardinos y sus alrededores han sido habitados por los pueblos indígenas, que utilizaban las montañas como un coto de caza de verano.

## Vistas de la sierra de San Bernardino

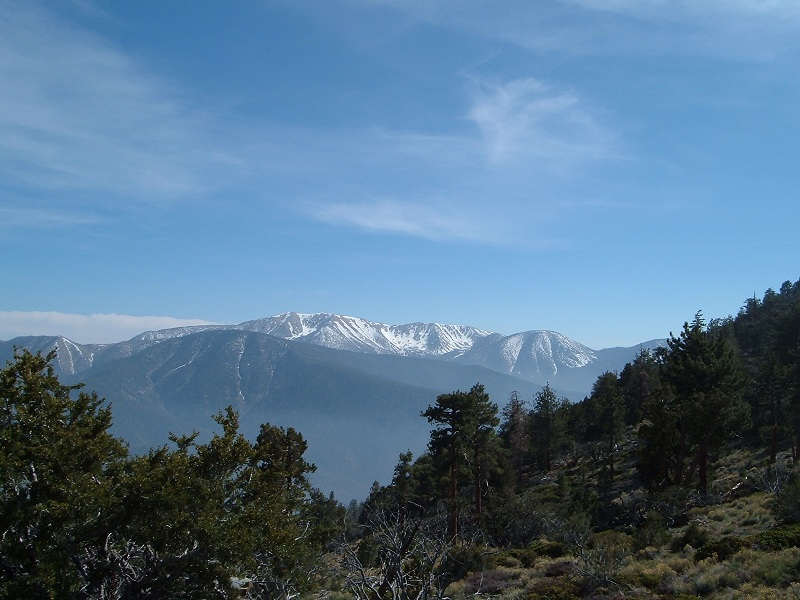
Vista de la montaña de San Gorgonio.
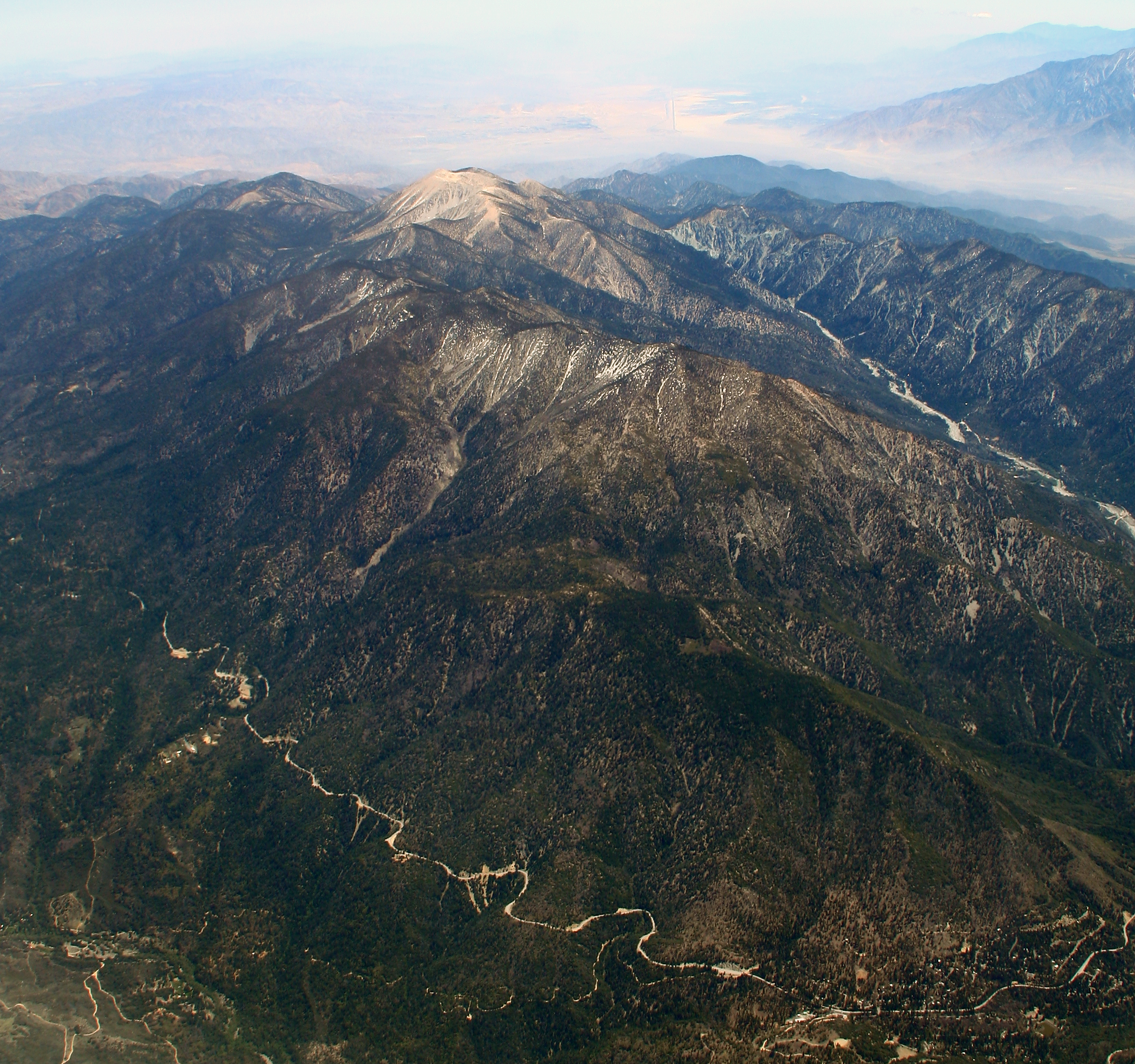
La Montaña de San Gorgonio.
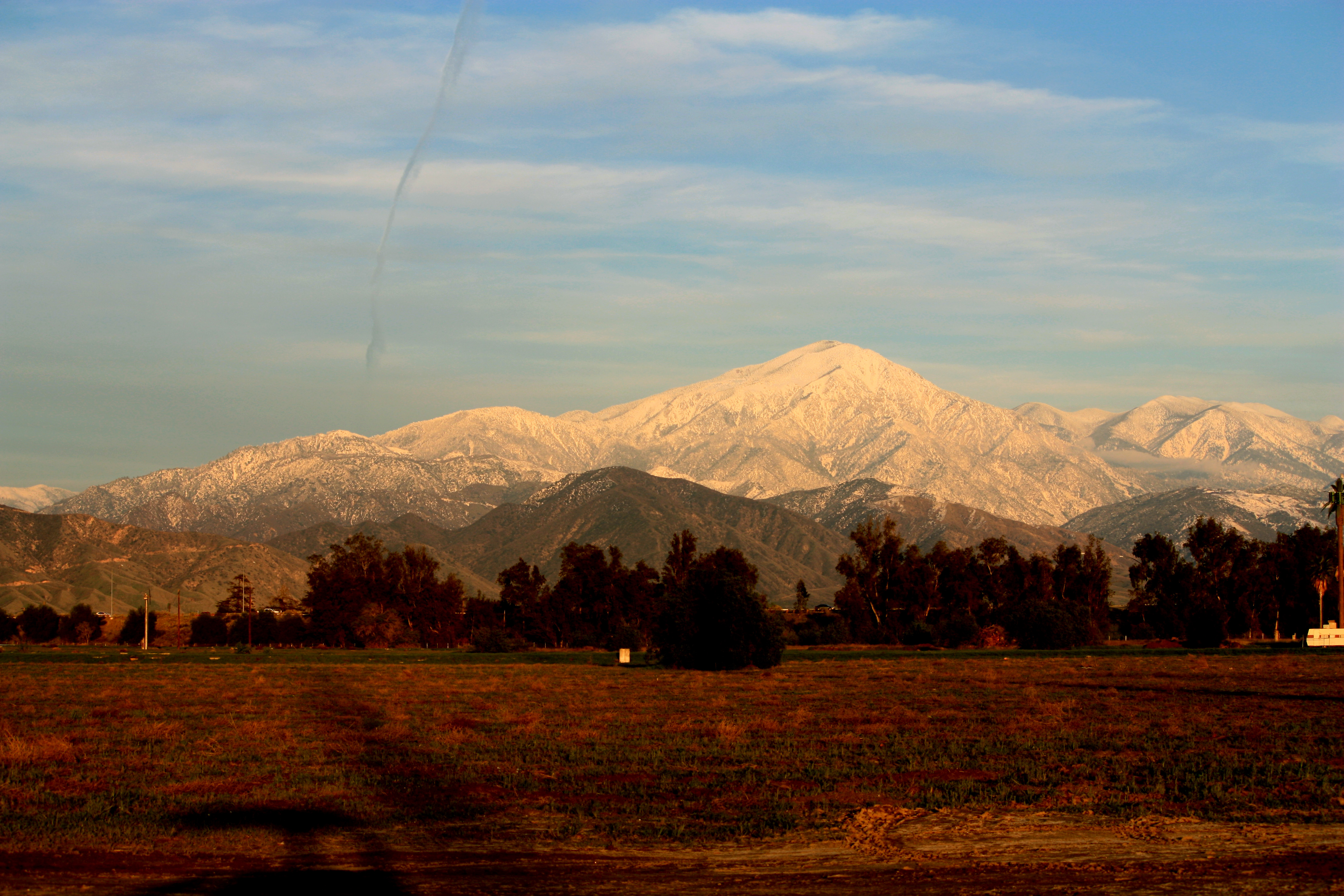
La sierra de San Bernardino en invierno.
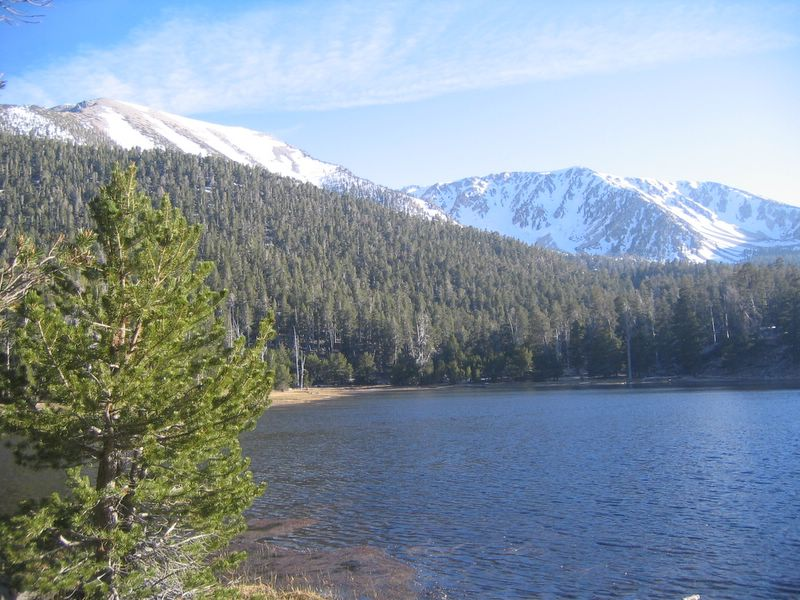
El "Dry Lake" de San Gorgonio.